# Fattore campo
Nello sport, il fattore campo è il vantaggio di cui gode una squadra che gioca nel proprio stadio. Sebbene si osservi statisticamente che tale vantaggio esiste in molti sport, le sue cause non sono del tutto chiarite: possibili ragioni sono la familiarità col terreno del gioco della squadra di casa, la fatica del viaggio della squadra ospite e l'effetto del tifo, in particolare sul giudizio dell'arbitro.

## Statistiche
Il fenomeno del fattore campo appare statisticamente in molti sport, come calcio, basket, football americano, hockey su ghiaccio, cricket, pallavolo, pallamano e rugby.
Nel calcio inglese, fino al 1984 la percentuale di punti ottenuta dalle squadre di casa nella First Division (il primo livello) è rimasta superiore al 60%; lo stesso è avvenuto nelle tre serie di livello più basso tra il 1970 e il 1981. Il vantaggio è tuttavia in diminuzione col passare del tempo; in particolare, il numero di gol segnati dalle squadre di casa è in diminuzione. Nel rugby, uno studio del Sei Nazioni e dei tornei precedenti ha evidenziato anch'esso una diminuzione col passare degli anni, insieme ad una diminuzione della variabilità da torneo a torneo.
In tutte le quattro grandi Major League nordamericane le squadre ottengono più punti in casa che in trasferta: l'effetto è più evidente nella NBA (basket), e nella NFL (football americano), con rispettivamente il 62% e il 58,9% di punti ottenuti dalla squadra di casa, mentre è meno forte nella NHL (hockey su ghiaccio) e nella MLB (baseball), in cui le partite vinte dalla squadra di casa sono rispettivamente il 55,5% e il 54%. Tra tutte le stagioni delle quattro leghe, solo in quattro (tutte della NFL) le squadre in trasferta hanno ottenuto più punti di quelle in casa. Mentre nella NBA si osserva una diminuzione della percentuale di vittorie della squadra di casa, nelle altre tre leghe il vantaggio sembra relativamente stabile.

## Cause
In generale, le cause del vantaggio di giocare in casa non sono chiare.

### Cause regolamentari
In alcuni sport, il regolamento stesso offre dei potenziali vantaggi alla squadra di casa.
Nell'hockey su ghiaccio, la squadra che gioca in casa ha diritto all'ultimo cambio durante le interruzioni; in questo modo chi gioca in casa può schierare i giocatori più adatti a contrastare le caratteristiche degli avversari.
Nel baseball, la squadra di casa ha diritto all'ultima battuta, sia negli inning regolamentari che in quelli supplementari; questo permette di modificare la propria tattica in base ai risultati degli avversari nel proprio turno di battuta. Nella Major League Baseball, inoltre, nel caso di una partita tra una squadra della National League e dell'American League, la regola sul battitore designato è quella relativa alla squadra di casa.

### Cause legate all'impianto
Alcune spiegazioni del vantaggio di giocare in casa dipendono da fattori legati all'impianto di gioco.
Ad esempio, una squadra il cui stadio si trova ad un'altitudine considerevole è già acclimatata all'altura, e questo le conferisce un vantaggio sugli avversari che non sono abituati. Questo accade, ad esempio, alle squadre di Denver o alla nazionale messicana di calcio, che gioca a Città del Messico. In un caso estremo, la nazionale boliviana di calcio gioca le sue partite in casa all'Estadio Hernando Siles di La Paz, situato ad un'altezza di 3 600 metri sul livello del mare; per questa ragione, il suo riconoscimento come stadio adatto per eventi internazionali risulta controverso, tanto che la FIFA, su protesta della federazione brasiliana, nel 2007 ha introdotto il divieto di giocare oltre i 2 500 m. Tale regola è stata poi eliminata l'anno successivo a seguito delle proteste delle nazioni andine. L'importanza di questo fattore è stata però contestata.
Sono stati inoltre rilevati vantaggi dovuti ad impianti in erba artificiale.

### Cause legate al viaggio
Un'altra possibile spiegazione del fattore campo è dovuta alla fatica dei giocatori causata dal viaggio. Gli studi su questo effetto sono discordanti: alcuni autori non hanno trovato effetti significativi, mentre altri hanno trovato un piccolo effetto correlato alla distanza viaggiata. Uno studio sulle partite della NFL ha anche suggerito che il cambio di fuso orario agisce diversamente nel caso in cui una la squadra ospite viaggi da est verso ovest o da ovest verso est, con il fattore campo più forte nel primo caso.

### Cause legate al tifo
Il tifo è uno dei fattori più ovvi nel tentare di spiegare il vantaggio della squadra di casa; tuttavia, non è chiara quale sia la modalità con cui il tifo modificherebbe le prestazioni delle squadre, e neppure se spingerebbe i giocatori in casa a giocare meglio o i giocatori in trasferta a giocare peggio. È stata osservata una correlazione tra la quantità di pubblico presente e il vantaggio della squadra di casa, anche se l'effetto sembra presente anche con un basso numero di tifosi.
In alcuni casi, il tifo ha un effetto palese sul gioco: ad esempio, nel caso di rigori (nel calcio o nell'hockey) o di tiri liberi (nel basket) il pubblico può tentare di deconcentrare il tiratore, mentre nel football americano il rumore del pubblico può impedire alla squadra ospite di comunicare a voce la propria tattica prima dello snap. Il reale effetto sul gioco di questi fattori è stato però contestato.
Un altro dei modi in cui il tifo è stato legato al fattore campo è tramite l'effetto che il pubblico avrebbe sugli arbitri. Ad esempio, nel calcio, le statistiche mostrano che la squadra di casa ha a disposizione in media più recupero rispetto agli ospiti quando è in svantaggio, che alla squadra di casa vengono assegnati più rigori e che la squadra ospite è più a rischio di subire espulsioni. Un analogo bias degli arbitri è stato osservato anche nel baseball, nel basket, nell'hockey e nel football americano.

### Cause legate al comportamento dei giocatori
Un'altra teoria è stata proposta dagli economisti Mark Koyama e J. James Reade: secondo loro, i giocatori sono più motivati a giocare meglio in casa che in trasferta a causa del "monitoraggio" effettuato dai tifosi della propria squadra; la diminuzione del fattore campo nel calcio sarebbe quindi associato all'avvento delle dirette televisive. Tale teoria non riesce però a spiegare altri effetti, tra cui la stabilità del fattore campo in altri sport.
Altre teorie psicologiche sono basate sul legame tra i giocatori e il proprio territorio: ad esempio, è stato osservato che l'aumento di testosterone in atleti maschi è maggiore prima delle partite in casa rispetto a prima delle partite in trasferta. È stata anche proposta la possibilità che la convinzione dell'esistenza del fattore campo influenzi i giocatori, spingendoli a giocare meglio e quindi creando un sistema che si autoperpetua.

## Regolamenti
Nella stagione regolare dei campionati sportivi, le squadre generalmente giocano tante partite in casa quante in trasferta, in modo da bilanciare il fattore campo. Allo stesso modo, nel calcio i turni eliminatori di molte coppe (come la Champions League) vengono giocate con partite di andata e ritorno, e l'ordine delle sedi di gioco è determinato casualmente.
Nei play-off in cui due squadre giocano tra loro un numero dispari di volte, generalmente la squadra meglio piazzata nella stagione regolare gioca in casa una volta più dell'altra; un'eccezione è la World Series, la finale della MLB, in cui dal 2003 la squadra che gioca in casa più volte è quella che appartiene alla lega che ha vinto l'All-Star Game.
Per evitare il fattore campo, alcune partite possono essere giocate in campo neutro: questo avviene ad esempio con le finali della Champions League o della Europa League (la cui sede è decisa con alcuni anni di anticipo) o con le semifinali e le finali della FA Cup (dal 2008 giocate a Wembley). Può tuttavia capitare che la sede coincida con lo stadio di una delle due finaliste (come è capitato nella Champions League 2011-2012, giocata nello stadio del Bayern Monaco, l'Allianz Arena).